# Mesochorus hastatus
Mesochorus hastatus är en stekelart som beskrevs av Dasch 1974. Mesochorus hastatus ingår i släktet Mesochorus och familjen brokparasitsteklar. Inga underarter finns listade i Catalogue of Life.